# 村内孝志
村内 孝志（むらうち たかし、1979年3月27日 - ）は、日本のタレント、俳優である。京都市東山区出身。
株式会社オフィス彩所属。

## 略歴・人物
京都市東山区西之町出身。祇園生まれ。
京都市立春日丘中学校卒業、福知山商業高等学校中退。
柔道初段 福知山商業高等学校1年生時、京都府柔道体重別選手権大会60キロ以下級 第3位。
1996年〜1997年 東京宝映テレビ株式会社 大阪支社に所属。
高校を中退後、とび職や鉄筋工など長年を職人として過ごした他、漁師としてマグロ遠洋漁業も経験している。
2003年芸文社から発売の月刊誌VIPCARにて、2011年までの8年間「DJ村内'S FAVORITE DISK」のコーナーを連載。
2006年にはプロデューサーとしてCDアルバムAERODYNAMICをEXIT TUNESよりリリース。
2010年までに同作のシリーズが合計8枚リリースされている。
その他CDアルバムは2010年FARM RECORDSから「LUG GENERATION」をリリース。
2008年オラオラブームの火付け役としてファッション雑誌SOUL Japanにてモデルデビュー。
2012年、女優の杉本彩が代表を務める株式会社オフィス彩に所属し俳優として活動を開始。

## ディスコグラフィ

### アルバム
- AERODYNAMIC（2007年4月4日、EXIT TUNES）
- AERODYNAMIC2（2007年9月5日、同）
- AERODYNAMIC3（2008年1月9日、同）
- AERODYNAMIC4（2008年5月21日、同）
- AERODYNAMIC BEST（2008年11月5日、同）
- AERODYNAMIC BEST2（2009年5月8日、同）
- AERODYNAMIC BEST3（2009年10月21日、同）
- SUPER AERODYNAMIC（2010年7月7日、同）
- LUG GENERATION Mixed by DJ村内（2010年7月14日、FARM RECORDS）
- AGT Presents HIGHWAY JACK Mixed by DJ村内][7]（2014年4月9日、iTunes Store配信[8]）
- DRIVING MIX mixed by DJ MURAUCHI（2015年1月10日、FARM RECORDS、iTunes Store配信）[9]）iTunes総合アルバムチャート8位／ダンスアルバムチャート1位 ※2015年2月3日調べ
- シャコタンパーティー Mixed by DJ ATARU（プロデュース作品）（2015年10月21日、FARM RECORDS）
- DRIVING MIX 〜BestCruisin'Traxx〜 Mixed by DJ MURAUCHI（2015年12月9日、FARM RECORDS）
- DRIVING MIX 〜Global Best Hits!〜 Mixed by DJ MURAUCHI（2016年11月30日、FARM RECORDS）

## 出演

### 映画
- 009ノ1(ゼロゼロクノイチ) THE END OF THE BEGINNING（石ノ森章太郎生誕75周年記念作品）
- クローズEXPLODE（2014年） - 黒咲工業幹部 役
- 狂犬と呼ばれた男たち（2017年）
- 侠の絆（2018年） - 重松 役

### Vシネマ
- 新・年少バトルロワイヤル2（2014年） - 佐々木 役
- 日本やくざ抗争史 西成抗争（2014年） - 筒井 役
- 日本やくざ抗争史 関東城北戦争（2014年） - バーテン 役
- 日本やくざ抗争史 首領襲撃（2014年） - 望月 役
- 代紋の墓場1-8（2015年 - 2016年） - 森本太一 役
- 日本統一10（2015年） - 高松 義仁会 憂国義勇党構成員 新井高志 役
- 新・極道の紋章4（2015年） - 日村健児 役
- 仁義なきやくざ（2015年） - 松若組辰巳会組員 鳥居尊 役
- 青山抗争 - 坂井渉 役
- 関東極道連合会 第四章・第五章（2015年） - 折原 役
- 日本やくざ抗争史 殺しの軍団 第一章・第二章（2015年） - 益子 役
- 新宿黒社会 新宿やくざVSチャイニーズマフィア 1・2（2016年） - 小龍 役
- 修羅の分裂 完結編（2015年） - 小藪 役
- 東京やくざ抗争（2016年） - 坂井渉 役
- 頂点(てっぺん)3（2017年） - こうちゃん(半グレ)
- 制覇12 - 14（2017年） - 大阪府警 小栗宏 役
- ソタイ 〜組織犯罪対策部vs反社会勢力〜 1,2（2020年） - 警視庁組織犯罪対策部 遊撃課刑事 能勢克己

### テレビドラマ
- ホラーアクシデンタル 第11話 悪徳の栄え（2013年、フジテレビ）
- 日曜劇場 S -最後の警官- 第1話（2013年、TBS） - 興津組 アツシ 役
- 警視庁ゼロ係〜スカイフライヤーズ〜（2024年7月22日、テレビ東京） - 被害者 役

### バラエティ
- 奥さま100！！芸能人妻も参戦！豪華ミセスたちに学ぶ幸せのヒント（2012年9月、フジテレビ）[10]

### ファッションショー
- 第5回東京ボーイズコレクション（2014年10月、代々木第二体育館）
- 第6回東京ボーイズコレクション（2014年12月、代々木第二体育館）
- 第7回東京ボーイズコレクション（2015年9月、代々木第二体育館）[11]